# یوناس هافمن (بازیکن فوتبال، زاده ۱۹۹۷)
یوناس هافمن (انگلیسی: Jonas Hofmann؛ زادهٔ ۷ فوریهٔ ۱۹۹۷) بازیکن فوتبال اهل آلمان است.
از باشگاه‌هایی که در آن بازی کرده‌است می‌توان به باشگاه فوتبال نورنبرگ اشاره کرد.
وی همچنین در تیم‌های ملی فوتبال جوانان آلمان و Germany national under-16 football team بازی کرده‌است.